# Mouhamadou Dabo
Mouhamadou Dabo (Dakar, Senegal, 28 de noviembre de 1986) es un exfutbolista francés de origen senegalés que jugaba de lateral derecho.

## Carrera
Dabo comenzó su carrera con el ASC Yeggo y luego se marchó a la Ligue 1 con el AS Saint-Étienne en la academia de jóvenes cuando tenía 14 años de edad. En el verano de 2004 fue ascendido al primer equipo del AS Saint-Étienne hasta que su contrato expiró el 30 de junio de 2010, fecha en la que se unió al Sevilla FC en un contrato de cuatro años. El 30 de agosto de 2011 ficha por el Olympique Lyonnais francés, por una cantidad de 1 millón de euros, más incentivos.

## Posición
Dabo juega de lateral derecho, pero también puede militar en el lateral izquierdo.
Es un lateral derecho que destaca, sobre todo por su capacidad física, su polivalencia y gran zancada, además de ser técnicamente correcto. Físicamente es capaz de abarcar toda la banda gracias a su potencia y gran resistencia. Gracias a que en sus inicios era mediocentro defensivo y ha jugado tanto de central como de lateral izquierdo, sabe desempeñar su labor en ambos puestos.

## Selección
A nivel internacional, hasta llegar a Francia, disputó varios partidos con las selecciones sub-15 y sub-16 de Senegal pero tras conseguir la nacionalidad francesa decidió empezar a jugar con las selecciones del país francés acumulando 17 apariciones en la sub-21 y una llamada para la selección absoluta en un partido amistoso ante Argentina el 11 de febrero de 2009 en el que no llegó a debutar.

## Clubes
| Club               | País    | Año       |
| ------------------ | ------- | --------- |
| AS Saint-Étienne   | Francia | 2005-2010 |
| Sevilla FC         | España  | 2010-2011 |
| Olympique Lyonnais | Francia | 2011-2015 |
| ESTAC Troyes       | Francia | 2015-2016 |
| SM Caen            | Francia | 2016-2019 |

## Palmarés

### Campeonatos nacionales
| Título               | Club               | País    | Año  |
| -------------------- | ------------------ | ------- | ---- |
| Copa de Francia      | Olympique Lyonnais | Francia | 2012 |
| Supercopa de Francia | Olympique Lyonnais | Francia | 2012 |